# Bronisław Dudziński
Bronisław Dudziński (ur. 22 października 1912, zm. 1 grudnia 1983 w Jarosławiu) – polski sportowiec, działacz i sędzia sportowy.

## Życiorys
Jako sportowiec był zawodnikiem klubu „Sokoła” w Stryju. Uprawiał gimnastykę, akrobatykę, hokej na lodzie (grał na pozycji bramkarza), piłkę nożną, siatkówkę, koszykówkę.
Po II wojnie światowej zamieszkiwał w Jarosławiu. Był działaczem klubu JKS Jarosław. Od 1960 do 1961 pełnił funkcję trenera piłkarzy JKS. Był założycielem pierwszych w województwie rzeszowskim sekcji podnoszenia ciężarów oraz zapasów. W 1954 zdobył tytuł mistrzowski CRZZ w podnoszeniu ciężarów. Po zakończeniu kariery zawodniczej był sędzią w podnoszeniu ciężarów, zapasach i boksie.
Zmarł 1 grudnia 1983 w Jarosławiu. Został pochowany na Starym Cmentarzu w Jarosławiu 5 grudnia 1983.
W 1989 zorganizowano plebiscyt na najpopularniejszego sportowca 50-lecia klubu JKS Jarosław, w którym na drugim miejscu wybrany został Bronisław Dudziński.

## Odznaczenia
- Krzyż Kawalerski Orderu Odrodzenia Polski
- Złoty Krzyż Zasługi
- Złota odznaka „Zasłużony Działacz Kultury Fizycznej”
- Odznaka „Za zasługi dla województwa przemyskiego”